# U.S. Route 15
U.S. Route 15 (ou U.S. Highway 15) é uma autoestrada dos Estados Unidos.
Faz a ligação do Sul para o Norte. A U.S. Route 15 foi construída em 1926 e tem 794 milhas (1 277,5 km).

## Principais ligações
Autoestrada 95 em North Santee

 Autoestrada 26 em St. George

 Autoestrada 40 em Durham

 Autoestrada 85 em Durham, Butner, and Oxford

 Autoestrada 64 perto de Charlottesville

 Autoestrada 66 perto de Manassas

 Autoestrada 70 em Frederick

 Autoestrada 81 perto de Harrisburg

 Autoestrada 80 perto de Lewisburg